# Рагби лига федерација Србије
Рагби 13 федерација Србије спортска је организација која управља рагбијем 9 и рагбијем 13, на територији Републике Србије.
Основанa је 2002. Рагби 13 федерација Србије је чланица Светске рагби 13 федерације и Европске рагби 13 федерације.

## Општа и кратка историја рагбија 13 у Југославији и Србији

### Почетак српског рагбија у Великој Британији 1918.
Срби су почели да играју рагби у Шкотској 1918. Тада је рагби 7 репрезентација Србија одиграла прву утакмицу.
Први писани траг о Србима који су играли рагби досеже до првог светског рата. Док је у целој Европи беснео рат, Српски Потпорни Фонд је уз помоћ Владе Краљевине Србије донео одлуку да један број деце која се заједно са Српском Војском преко Албаније дошла у Грчку, пошаље на опоравак и школовање у Велику Британију и Француску. Тако је прва група од 10-торо Српске деце, већ у јуну месецу 1916. године дошло са Крфа у Единбург (Шкотска). Смештени су у Џорџ Хериот школу која им је била дом у наредне три године. Укупно их је у школи Џорџ Хериотс било 25. Ова група младих људи одмах је постала омиљена у Едимбургу, а врло брзо по доласку они се упознају са рагбијем и почињу да га тренирају. Показало се да су врло талентовани тако да су скоро сви играли за школске екипе. Најбољи је био Тома Томић из Лесковца који је изборио место у првој школској екипи.
Управо су ови момци 11. априла 1918. године у Единбургу пред 10.000 гледалаца одиграли прву међународну утакмицу под именом Србија против селекције Британских доминиона. Остварена је и прва победа од 8:3.
О тим данима 35 година касније писаће Живко М. Илић, један од учесника те утакмице у листу Спорт 1953. године.
“Рагби је готово непознат спорт у нашој земљи. Због тога се одомаћило мишљење да је то сурова опасна и вратоломна игра. Колико је ово погрешно увидеће се онда када на нашим игралиштима почене да се игра ова брза, полетна и динамична игра.
У Србији има известан број људи који се сећају рагби утакмица као нечег најлепшег из своје младости. То је она генерација коју је Први Светски Рат затекао као дечаке. Они су са Српском војском прешли Албанију и са Крфа упућени у савезничке земље, Француску и Велику Британију на школовање. Изнурени и изгладнели дошли су у потпуно нову средину где је требало да се опораве. Ускоро су они у мањим групама распоређени по разним градовима.
Даље је Илић писао: Мене је са још 24 дечака „Српски потпорни фонд“ упутио у Единбург у стару „Џорџ Хериотс“ школу. Тамо су нас већ првих дана извели на спортско игралиште. Ниједан од нас до тада није ни дотакао лопту и ми смо се стидљиво устручавали да се укључимо у групе које су тренирале тада најпопуларнији спорт у Британији, рагби. Међутим, већ после првих тренинга постали смо најревноснији и најтачнији. Професор Харди је имао муке са нама јер није могао да нас отера са игралишта.
Нешто доцније прочитали смо у школском часопису добродошлицу у којој је пред осталог писало да школа добија у нама нов материјал за играче рагбија и да се у лепо развијене и снажне дечаке из Србије полажу велике наде. Доцније ми смо их заиста оправдали. Професор Харди нас је одмах распоредио по тимовима. Један Лесковчанин Тома Томић, узет је одмах у први тим школе, а за њим и Данило Павловић и Димитрије Дулкановић. Кроз целу рагби сезону, сваке суботе спортски листови бележили су имена Српских играча који су у скоро свакој утакмици давали „скорове“ и доносили победу своме тиму. За кратко време постали смо познати у Единбургу, Глазгову и осталим градовима Шкотске.
Када су савладали основе рагбија, Српски дечаци су формирали свој тим. О томе Илић пише: Поред тога што смо играли у школским тимовима, ми смо основали и наш национални тим. Од нас 25 изабрало се за ову екипу 15 најбољих. желели смо да опробамо своје способности као целина. Било је слабих места због различитих узраста, али извојевали смо неколико лепих победа.
Организатори међушколских рагби утамица за првенство Шкотске на крају сезоне унели су у програм утакмицу Србија против Доминиона. Она се одиграла 11. априла 1918. године. Овакве утакмице играле су се по систему „Севен Сајд“ (по седморица). То значи седам најбољих од петнаест играча првог тима. Овакав начин игре изискује крајњу издржљивост снагу и брзину. Наш тренер Харди саопштио нам је новост о овој утакмици на месец дана пре и одмах је почео да нас тренира.
Наши противници били су играчи из разних школа који су дошли у Единбург из Британских доминиона. Знали смо да их има много више од нас, да је избор далеко већи и зато смо усрдно тренирали. Добили смо нове дресове, црвене мајце, плаве гаћице и беле чарапе на којима је опет била наша тробојка.
О самој утакмици Илић каже да је било присутно 50.000 гледалаца, мада Шкотски извори говоре о 10.000 гледалаца. Даље описује атмосферу: Наша утакмица била је на програму тек четврта по реду. Били смо помало нервозни. Када је дат знак за излазак пошли смо из свлачионице узбуђени са својим тренером Хардијем. Пришао нам је Тома Томић који није био у нашој екипи јер је играо за репрезентацију школе и рекао нам је: „Не заборавите да данас играте за отаџбину“.
На терену смо видели да су наши противници већи и снажнији. Међу њима су се налазили један Јужноафриканац, један Зеланђанин, два Канађанина и три Индуса. Када је почела игра видело се да је противник далеко бољи него што смо мислили. Међутим, ми смо играли као један. Додавали смо без оклевања и били неуморни. Победили смо са 8:3. То је била прва утакмица на тлу Велике Британије у којој је Српска омладина репрезентовала своју далеку поробљену домовину и извојевала победу.”

### Екипни спортови и положај рагбија у првој Југославији
У Краљевини Југославији, најзаступљенији екипни спортови су били фудбал, ватерполо и хокеј на леду. Одржавала су се домаћа првенства Југославије у ова три најпопуларнија спорта. Између два светска рата, играле су се пријатељске рагби утакмице, али није било значајног такмичења. У Србији се рагби појавио после Првог светског рата. Први клуб Орао основан је у Шапцу 1919. године, а оснивање је иницирао Маринко Ђорђевић — Маша. Он се са рагбијем упознао у Француској за време Првог светског рата. Имали су сопствено рагби игралиште на Дудари. Клуб је престао да постоји током 1923. године. При спортском клубу Југославија у Београду, на иницијативу Јована Ружића, првог Србина који је наступио на Олимпијским играма 1920. године у Антверпену за фудбалску репрезентацију Југославије, основана је рагби секција - први тренинг се помиње у априлу 1921. Јован Ружић се први пут са рагбијем срео такође у Француској. СК Југославија је у октобру 1923. године на игралишту које се налазило на месту данашњег хотела Метропол одиграо прву рагби утакмицу у Србији против морнара са Енглеског ратног брода Глодур.

### Узлет и пад рагбија 13 у другој Југославији
У послератној, социјалистичкој Југославији, чврсте корене су пустили кошарка, одбојка и рукомет, а основани су озбиљни рагби клубови. Срби су више играли рагби 13, а Хрвати су више форсирају унију, рагби 15. Рагби 13 репрезентација Југославије је одиграла тест утакмицу против Француске у Бања Луци 1961. Домаћа лига Југославије играла се од 1957. све до 1964. по правилима рагбија 13. Тада је одлуком неких људи угашен рагби 13 спорт у Југославији. Наставила је да се игра петнаестица.

### Обнова рагбија 13 у трећој Југославији
Почетком 21. века група љубитеља рагбија 13, окупљена око клуба "Дорћол", оживела је рагби 13 игру у Југославији и Србији. Сваке године су се почели одржавати државна лига и национални куп у рагбију 13.

## Рагби лига репрезентације Србије
- Рагби 13 репрезентација Србије
- Рагби 9 репрезентација Србије
- Млада Рагби 13 репрезентација Србије за играче до 21 године
- Млада Рагби 13 репрезентација Србије за играче до 19 година
- Женска рагби 13 репрезентација Србије
- Женска рагби 9 репрезентација Србије

## Српски рагби 13 клубови
Дорћол је најтрофејнији и најславнији српски рагби 13 клуб са освојених 14 титула државног првака и 12 националних купова. У протеклих неколико година, примат су преузели великани српског рагбија 13, Црвена Звезда и Партизан.

### Списак рагби 13 клубова у Србији
- Рагби 13 клуб Дорћол
- Рагби 13 клуб Раднички Београд
- Рагби 13 клуб Јединство Панчево
- Рагби 13 клуб Нови Београд
- Рагби 13 клуб Раднички Нова Пазова
- Рагби 13 клуб Цар Лазар Крушевац
- Рагби 13 клуб Ниш
- Рагби 13 клуб Подбара Нови Сад
- Рагби 13 клуб Стари Град Београд
- Рагби 13 клуб Соко Врање
- Рагби 13 клуб Морава Гепарди Лесковац
- Рагби 13 клуб Змај Земун
- Рагби 13 клуб Партизан
- Рагби лига клуб Црвена звезда

## Домаћа такмичења у Србији
Рагби 13 федерација Србије организује следећа такмичења:
- Лига Србије у рагбију 13
- Куп Србије у рагбију 13
- Суперкуп Србије у рагбију 13
- Ризман Куп Србије у рагбију 13

Лиге, купови и турнири за млађе категорије:
- Јуниори
- Кадети
- Пионири
- Петлићи

Укупно 29 српских рагби 13 тимова је играло српску лигу, док је Дорћол остао једини тим који је играо сваке године. Поред сваког клуба у загради су године у којима су клубови учествовали у домаћој лиги Србије у рагбију 13.
- Београдски Универзитет (08, 09, 10)
- Бели Орао - Крушевац (02, 03)
- Борац - Раковица (03)
- Београдски Омладински Рагби 13 Клуб (20)
- Дорћол (Паукови) - Београд (02, 03, 04, 05, 06, 07, 08, 09, 10, 11, 12, 13, 14, 15, 16, 17, 18, 19)
- ФПН XIII (Феникси) - Београд (07)
- Колубара - Лазаревац (08)
- Раднички Ниш (Рагби 13 клуб Ниш, пре Палилулац Чекићари) (07, 08, 09, 10, 11, 12, 13, 14, 15, 16, 17, 18, 19, 20)
- Раднички Нови Београд (Пацови) - Београд (Нови Београд од 2012 до 2017. Од 2017. фузионисао се са Радничким Београд) (12, 13, 14, 15, 16, 17, 18, 19, 20)
- Раднички - Београд (13, 14)
- Раднички - Нова Пазова (08, 09, 10, 11, 12, 13, 14, 15, 16)
- Ред енд Вајтс (пре Подбара) - Нови Сад (07, 08, 09, 10, 12, 13, 14)
- Морава - Београд (02, 03, 04, 05, 06, 10)
- Морава Гепарди - Лесковац (11, 12, 13, 14, 15, 16, 17, 18, 19, 20)
- Комарци (03)
- Нови Сад (02, 03, 04)
- Панчево (06)
- Соко - Врање (11, 12, 13, 14, 15, 16, 17, 18)
- Стари Град - Београд (11, 12, 13, 14)
- Војводина - Нови Сад (04, 05, 06)
- Вождовац Змајеви - Београд (05, 13, 14)
- Војвода/Јединство - Панчево (13, 14)
- Полицајац - Београд (13, 14)
- Партизан - Београд (14, 15, 16, 17, 18, 19, 20)
- Змај - Земун (13, 14)
- Ташмајдан Тигрови - Београд (14, 15, 16, 17, 18, 19). Од 2020. име клуба је Дорћол Тигрови (20)
- Војна Академија (Витезови) - Београд (13, 14)
- Цар Душан Силни - Параћин (17, 18, 19, 20)
- Цар Лазар - Крушевац (10, 11, 12)
- Црвена звезда - Београд (07, 08, 09, 10, 11, 12, 13, 14, 15, 16, 17, 18, 19, 20)

## Извори, референце и фусноте
1. ↑  Срби и Британци заказали реванш после 100 година, www.24sata.rs]]
2. ↑  "Политика", 15. април 1921